# Distrito de Hérens
El distrito de Hérens (en alemán Bezirk Ering) es uno de los catorce distritos del cantón del Valais, Suiza, situado en el centro del cantón.

## Geografía
El distrito hace parte de la llamada zona del Bajo Valais (Unterwallis/Bas-Valais). Hérens se encuentra dividido en dos territorios, el primero, en el que se encuentran la mayoría de comunas, limita al norte con el distrito de Sion, al noreste y este con el de Sierre, al sureste con el de Visp, al sur con el Valle de Aosta (IT), y al oeste con los distritos de Entremont, y Conthey.
El segundo pedazo, se encuentral enclavado al norte de la parte principal, entre los distritos de Sierre (este y sureste), Sion (suroeste y oeste) y Saanen-Obersimmental (BE).
La mayor parte del distrito se encuentra situado entre los alpes valaisanos, mientras que el pequeño exclave se encuentra en los alpes berneses. 

## Historia
El valle de Hérens, colonizado desde el siglo X, se despobló fuertemente en el siglo XV, probablemente a causa de la peste. El valle (distrito) fue cedido en 1260 por Pedro II de Saboya al obispo Enrique de Raroña. Se convierte en colonia zermattense con numerosos focos alemánicos, aunque siguió en contacto con Prarayé, en el extremo superior de la Valpelline hasta finales del siglo XVI. Los derechos de agua fueron repartidos por la convención de 1450. Después de la conquista del Valais Bajo (1476), el valle de Hérens dependió del gobernador de San Mauricio. Integrado al vidomnato de Sion en 1560, se convirtió en un tercio del décimo de Sion, con excepción del valle de Hérémence, súbdito de los siete décimos. 
En 1798, los dos valle formaron el distrito de Hérémence, que la república del Valais transformaría en décimo (1802) y el Imperio en cantón (1810) incorporado al arrondissement de Sion, con Sierre y Leuk. Constituido en 1815, el décimo (distrito desde 1848) de Hérens se agrandó gracias a la comuna de Ayent. También contuvo las de Arbaz y de Savièse hasta la revisión constitucional de 1839, en las que fueron atribuidas al décimo de Sion. 
La agricultura, contrada en la cría de vacas de raza Herens, produce desde hace tiempos lo esencial de los recursos del valle.

## Comunas
| Distrito de Hérens | Distrito de Hérens     | Distrito de Hérens |
| Comunas            | Población (31.12.2015) | Superficie km²     |
| ------------------ | ---------------------- | ------------------ |
| Ayent              | 3922                   | 55,0               |
| Evolène            | 1689                   | 210,0              |
| Hérémence          | 1362                   | 107,6              |
| Les Agettes        | 347                    | 5,1                |
| Mont-Noble         | 1033                   | 43,0               |
| Saint-Martin       | 875                    | 9,8                |
| Vex                | 1801                   | 13,0               |
| Total (7)          | 11 029}}               | 443,5              |

## Cambios desde 2000

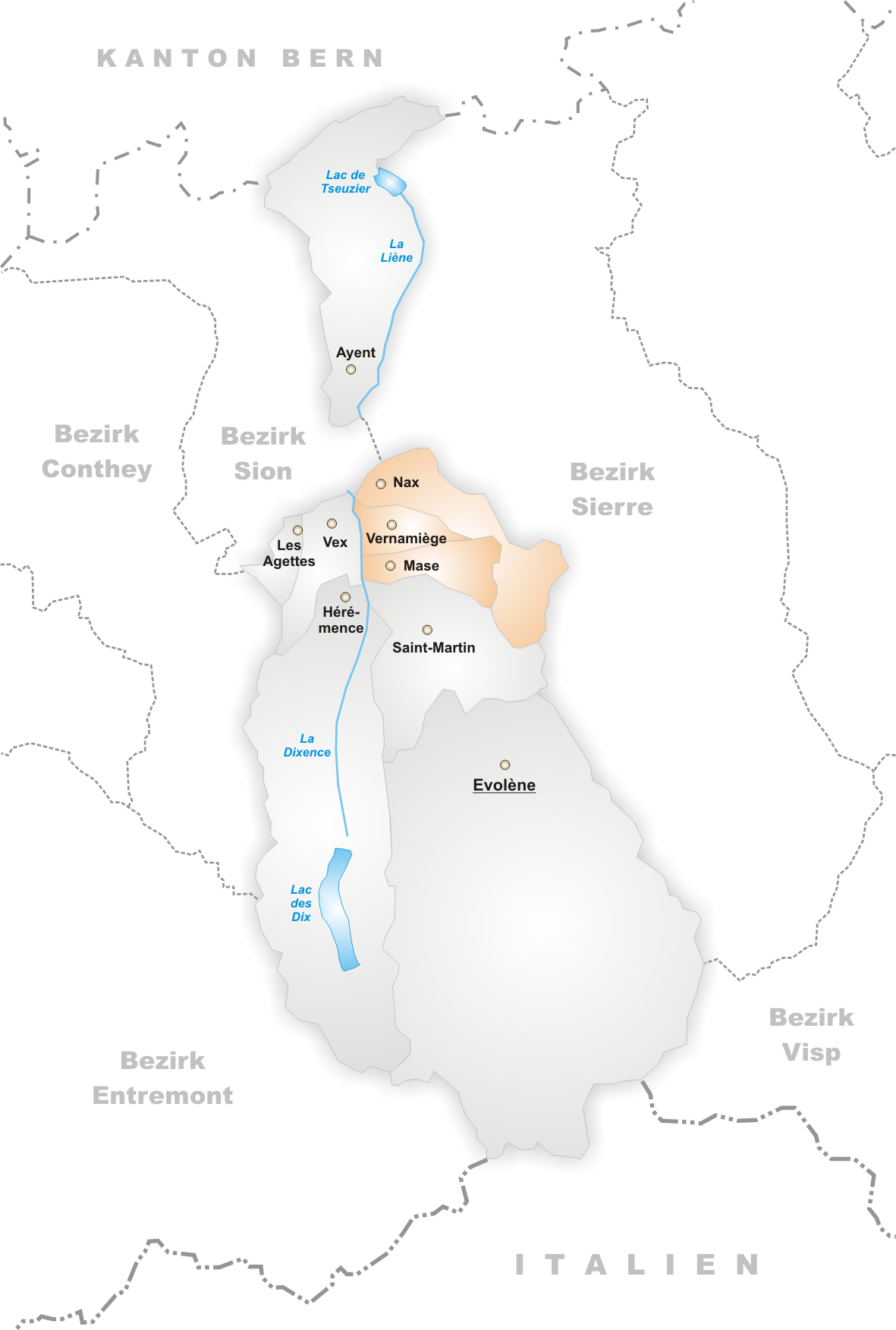
Comunas hasta 2010

### Fusiones
- 2011: Mase, Nax y Vernamiège → Mont-Noble